# Lars Thiemann
Lars Thiemann (* 22. Mai 2000 in Duisburg) ist ein deutscher Basketballspieler.

## Werdegang
Der gebürtige Duisburger wuchs zunächst in Düsseldorf, dann in Krefeld auf. Thiemann spielte von 2016 bis 2019 Basketball in der Nachwuchsabteilung von Bayer Leverkusen und zeitweise auch für die Herrenmannschaft des Vereins in der 2. Bundesliga ProB. Im Spieljahr 2018/19 gewann er mit der Mannschaft den ProB-Meistertitel.
2019 ging Thiemann in die Vereinigten Staaten und nahm an der University of California ein Studium der Ernährungswissenschaft auf, das er im Mai 2023 abschloss. Für die Basketballmannschaft der Hochschule bestritt er 123 Einsätze. Nachdem er im Spieljahr 2022/23 im Durchschnitt 9,5 Punkte sowie 5,4 Rebounds je Begegnung erzielt hatte, wechselte er innerhalb Kaliforniens an die Loyola Marymount University. Ende Februar 2024 gab der deutsche Bundesligist Telekom Baskets Bonn Thiemanns Verpflichtung bekannt.
In der Sommerpause 2025 wechselte er innerhalb der Bundesliga zum SC Rasta Vechta.